# 瓦塔布鎮區 (明尼蘇達州本頓縣)
瓦塔布鎮區（英語：Watab Township）是位於美國明尼蘇達州本頓縣的一個行政鎮區。

## 地方資料
瓦塔布鎮區的面積為58.00平方千米，當中陸地面積為52.60平方千米，而水域面積為5.40平方千米。根據2020年美國人口普查的數據，當地共有人口3402人，而人口密度為每平方千米58.66人。